# Vušu
Vušu (kitajsko: poenostavljeno - 武术; tradicionalno - 武術, pinjin: wǔshù) je izraz, ki ima danes dva pomena. Najprej na splošno označuje kitajske borilne veščine v vseh njihovih oblikah. Pomeni pa tudi moderno obliko kitajskih borilnih veščin kot tekmovalnega športa. 
V primerjavi z izrazom kung fu je pomensko bolj primeren, a je zaradi prevladujoče uporabe prvega s strani tujcev, predvsem zahodnjakov, redkejši in manj znan.
»Vušu« pomeni »borilna veščina« in se ga je na kitajskem uporabljalo tako za oznako domačih kot tujih borilnih veščin. V določeni meri je v taki uporabi še danes, a ima v domovini, zaradi zgodovinskih razlogov, lahko pogostejši pomen v smislu oznake za določeno obliko tekmovalnega športa.
Tradicionalne kitajske borilne veščine so bile namreč po osnovanju Ljudske republike Kitajske, s strani komunistične oblasti videne kot neurejen ostanek preteklosti, vir elitizma in potencialen vir nevarnosti, tako fizičnih kot kulturno-političnih. 
Z namenom poenotenja vseh veščin v eno samo, skupno in odprto vsem državljanom, hkrati pa regulacije potencialnih nevarnosti s strani države, je bil osnovan »Vušu«, standardiziran kolaž mnogih tradicionalnih veščin, a sedaj oblikovan kot nacionalni tekmovalni šport pod krovno državno organizacijo. 
Hkrati so bile ostale, tradicionalne borilne veščine, tradicionalni »vušuji«, podvrženi represiji v mnogih oblikah, še posebej močno med burnim obdobjem Kulturne revolucije. Po smrti Maa Zedonga je represija postopoma izginila, veščine, ki so jo prestale, so počasi obnovile svoje delovanje, športni vušu pa je postal dodatna oblika kitajskih borilnih veščin in se uspešno razširil po svetu.